# بالايوسوذا
بالايوسوذا (باليونانية: Παλαιόσουδα)‏ (سودا القديمة)، والمعروفة أيضًا باسم ماراثي (باليونانية: Μαράθι)، هي جزيرة صغيرة تقع جنوب مدينة ماراثي، بالقرب من خليج سودا في كريت. الجزيرة هي موقع شهير للغوص.

## اقرأ أيضاً
- قائمة جزر اليونان